# Príamo
Príamo (em grego clássico: Πρίαμος; romaniz.: Príamos), na mitologia grega, foi rei de Troia durante a Guerra de Troia, e era filho de Laomedonte.
Seu nome original era Podarces. Sua irmã, Hesíone, na captura de Troia por Héracles, foi entregue como escrava de presente para Télamo. Héracles disse a Hesíone que escolhesse qualquer um para levar com ela, e ela escolheu seu irmão. Héracles disse que Podarces deveria primeiro virar escravo, mas depois ela poderia resgatá-lo. Quando Podarces estava sendo vendido, Hesíone tirou seu véu e usou-o para resgatá-lo. Por este motivo ele mudou seu nome para Príamo, que significa "resgatado".
Teve várias esposas e muitos filhos. A primeira foi Arisbe, filha de Mérope, da qual nasceu Esaco. Depois teve como esposa Hécuba, que gerou Heitor, Heleno, Cassandra, Polidoro, Creusa, Laódice, Páris, Dêifobo, Polixena, Polidoro, Antifo, Troilo e Ilíone. Outras fontes referem que teve com Hécuba dezenove ou vinte filhos no total. Outra esposa foi Laotoe, mãe de Licaon e com uma escrava teve Cebrion como filho. No total, teve 50 filhos, vivendo na Troia dos telhados dourados.
Quando os gregos chegaram a Troia, Príamo já era velho e não participou ativamente da guerra. Aventurou-se no campo de batalha para concluir o juramento respeitante ao duelo entre Páris e Menelau. Após a morte de Heitor, assassinado por Aquiles, foi ao acampamento dele para resgatar o corpo, ganhando assim a admiração de Aquiles. Quando os gregos entraram na cidade, Príamo quis lutar, mas foi persuadido por Hécuba e refugiou-se com ela e com as filhas num templo. 
Segundo algumas lendas, Polídoro entrou no templo, perseguido por Neoptolemo, e foi morrer a seus pés. Príamo tentou atingir Neoptolemo, mas foi brutalmente morto por este. Outras lendas dizem que Príamo, louco de tristeza por ver Troia em chamas, tentou manusear suas velhas armas. Sem forças, caiu e foi decapitado por um soldado.

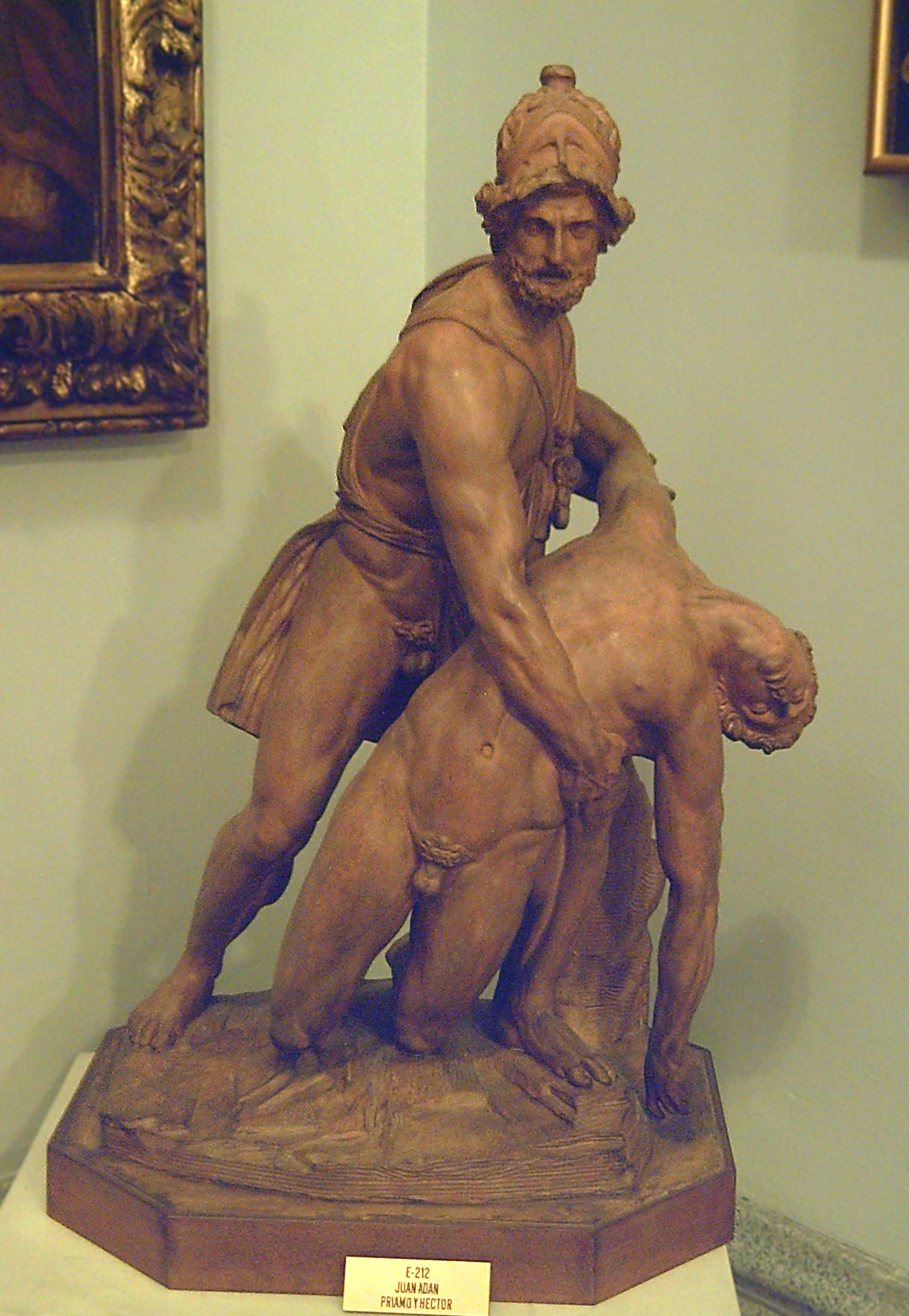
Príamo e Héctor Por Juan Adán Real Academia de Belas-Artes de São Fernando
A morte de Príamo Antonio Canova